# Mary Ainsworth
Mary D. Salter Ainsworth (Glendale, Kanada, 1913. december 1. – Charlottewville, 1999. március 21.) kanadai fejlődéslélektannal foglalkozó pszichológus volt, aki a korai érzelmi kötődésről szóló munkájáról ismert “Idegen helyzetben”, illetve a Kötődés elmélet fejlődésében kifejtett munkájáról.

## Élete
Mary D. Salter Ainsworth 1913-ban született az Ohio állambeli Glendaleben, legidősebbként három lánygyermek közül. Szülei mindketten a Dickson College-on végeztek. Édesapja történelemből szerezte mester diplomáját, és egy kanadai gyári vállalatba került át, amikor Ainsworth ötéves volt. Bár szülei mindig is erős hangsúlyt fektettek az oktatásra, William McDougall Character and the Conduct of Life című könyve inspirálta pszichológia iránti érdeklődését.
Ainsworth-t 1929 őszén a University of Torontóra pszichológiai tiszteletprogrammal vették fel. Alapfokú diplomáját 1935-ben, mester diplomáját 1936-ban, Ph.D-jét pedig 1939-ben szerezte, mindet a University of Torontón. Néhány évig maradt tanítani, mielőtt a kanadai női hadsereg testületéhez csatlakozott volna 1942-ben, a második világháborúban, ahol elérte az őrnagyi rangot 1945-ben.
Később visszatért Torontóba, hogy folytassa a személyiséglélektan tanítást és kutatásokat vezessen. 1950-ben hozzáment Leonard Ainsworth-hoz, és Londonba költöztek, hogy férje befejezhesse diplomáját a University Collegeben.
Sok más akadémiai pozíció betöltése után, a University of Virginia mellett telepedett le 1975-ben, ahol akadémiai karrierje végéig maradt. Ainsworth több tiszteletdíjat kapott, beleértve a Kiváló Hozzájárulás a Fejlődéslélektanhoz Díjat 1985-ben és a Kiváló Tudományos Hozzájárulói Díjat az APA-tól 1989-ben.

## Korai munkássága
Angliában tartózkodása alatt Ainsworth csatlakozott a Tavistock Clinic kutató csoportjához, mely az anyai szeparáció hatása iránt érdeklődött a gyermeki fejlődésben. A megbomlott anya-gyerek kötelékek és a természetes anya-gyerek kapcsolat összehasonlítása rámutatott, hogy a gyermekben az anya figura hiánya “ártalmas fejlődési hatásokhoz” vezet. 1954-ben elhagyta a Tavistock Clinic-et, hogy Afrikában kutasson, ahol kivitelezte az anya-csecsemő interakcióról szóló longitudinális terep-tanulmányát.
Ő és munkatársai dolgozták ki az Idegen helyzet eljárást, mely egy széles körben használt, alaposan kutatott és érvényesített módszer, hogy megállapíthassák egy csecsemő vislekedési mintáját és a gondozóhoz való kötődésének módját.

## Idegen helyzet
Az 1970-es években Ainsworth kidolgozott egy eljárást, az úgynevezett Idegen helyzetet, hogy megfigyelje a kötődési kapcsolatokat a gondozó és a gyermek között. Az idegen helyzet eme eljárásában megfigyelik a játszó gyermeket 20 percen keresztül, amíg a gondozók és idegenek belépnek a szobába, illetve elhagyják azt, így újjáteremtve az ismerős és ismeretlen jelenlétének élményét, amely szituációval a legtöbb gyermek szembesül élete folyamán. A helyzetek eltérnek abban, hogy mennyire stresszesek, és a gyermek válaszait megfigyelik. A gyermek a következő helyzeteket éli meg:
1. A szülőt és a csecsemőt bevezetik a kísérleti szobába.
2. A szülő és a csecsemő egyedül vannak. A szülő nem csinál semmit, amíg a gyermek felfedezi a helyet.
3. Belép az idegen, párbeszédet folytat a szülővel, majd megközelíti a csecsemőt. A szülő elhagyja a szobát feltűnés nélkül.
4. Első szeparációs esemény: az idegen a viselkedését a csecsemőéhez igazítja.
5. Első újraegyesülési esemény: a szülő köszönti és vigasztalja a csecsemőt, majd újra kimegy.
6. Második szeparációs esemény: a csecsemő egyedül van.
7. A második szeparációs esemény folytatása: belép az idegen és viselkedését a csecsemőéhez igazítja.
8. Második újraegyesülési esemény: belép a szülő, köszönti a csecsemőt, felveszi őt; az idegen kimegy feltűnés nélkül.

A gyermek viselkedését négy szempont szerint figyelik meg:
1. A felfedezések mennyisége alapján (pl. játék az új játékokkal), amennyivel a gyermek foglalkozik mindvégig.
2. A gyermek reakciói a gondozója távozására.
3. Az idegen szorongás (amikor a baba egyedül van az idegennel).
4. A gyermek viselkedése a gondozóval való újraegyesüléskor.

A viselkedésük alapján a gyermekeket három csoportba sorolták, majd egy negyediket is adtak hozzá később. E csoportok mindegyike egy másfajta kötődési kapcsolatot tükröz a gondozóval.

### Biztonságos kötődés
Egy gyermek, aki biztonságosan kötődik az anyjához, szabadon fogja felfedezni környezetét, ameddig az anya jelen van, le fogják kötni az idegenek, láthatóan mérges lesz, amikor az anya kifelé indul és boldog, amikor látja anyját visszatérni. Habár a gyermeket nem köti le az idegen, ha az anya nincs a szobában.
A biztonságosan kötődő gyermekek akkor a leginkább képesek arra, hogy felfedezzék környezetüket, amikor biztos alapon megvan a tudásuk a szükség idején való visszatérésről (más néven “normalizálás”, azaz “összehozás”). Amikor a segítségnyújtás adott, ez megerősíti a biztonságérzetet, továbbá az anya segítségnyújtását feltételezni hasznos, neveli a gyermeket, hogy hogyan kell megbirkózni a hasonló problémákkal a jövőben. Ezért a biztonságos kötődés a legadaptívabb kötődési módnak tekinthető. Egyes pszichológus kutatók szerint egy gyermek biztonságosan kötődővé válik, amikor az anya elérhető és képes a gyermek igényeit kielégíteni érzékeny és megfelelő módon. Mások rámutattak arra, hogy más tényezői is vannak a gyermeki kötődésnek, és hogy a szülő viselkedését viszontbefolyásolhatja a gyermek viselkedése.

### Szorongó-ellenálló bizonytalan kötődés
Egy szorongó-ellenálló kötődési módú gyermek szorong a felfedezésektől és az idegenektől, még akkor is, ha az anya jelen van. Amikor az anya elindul kifelé, a gyermek rendkívül bánatos. A gyermek ambivalens lesz, amikor anyja visszatér – keresi a lehetőségét, hogy közel maradjon az anyához, de megsértődik, és akkor is megsértett marad, amikor az anya kezdeményezi a figyelmet feléfordítást. Amikor újraegyesül az anyával, a baba meg is ütheti vagy ellökheti magától az anyját, amikor közeledik hozzá és nem simul hozzá, amikor felveszi őt.
Egyes pszichológus kutatók szerint ez a mód olyan anyai stílusból alakul ki, amelyben az anya elkötelezett, de a saját feltételei szerint. Ez azt jelenti, hogy néha a gyermek szükségleteit figyelmen kívül hagyja, amíg befejez egy másik tevékenységet, és a gyermeknek szánt figyelmet néha a szülő a saját szükségletén keresztül adja, mintsem a gyermek kezdeményezése miatt.
Ezt ma már ismertebb néven ambivalens/ellenálló kötődésnek nevezzük, ahogy a gyermek nem tudja eldönteni, hogy mit akar; amikor tartják, azt akarja, hogy egyedül hagyják, és amikor leteszik, az anyján csüngene. Mind az ambivalens kötődés, mind az elkerülő kötődés a bizonytalan kötődésre példa, melyek kevésbé kívánatosak, mint a biztonságos kötődés; de az ambivalens kötődés maladaptívabb szülői magatartást jelez, illetve a jövőbeni kötődési problémák egy nagyobb valószínűségét.

### Szorongó-elkerülő bizonytalan kötődés
Egy szorongó-elkerülő kötődési módú gyermek el fogja kerülni vagy figyelmen kívül fogja hagyni a gondozóját – kis érzelmet mutat, amikor a gondozó kimegy vagy visszatér. A gyermek elfuthat a gondozójától, amikor közeledik hozzá és nem fog hozzásimulni, amikor felveszi őt. A gyermek nem nagyon fogja felfedezni környezetét függetlenül attól, hogy ki van ott. Az idegeneket nem kezeli nagyon különféleképpen, mint a gondozóját. Nincs nagy érzelmi ingadozás attól függetlenül, hogy van-e valaki a szobában vagy nincs.
Ez a kötődési mód abból a gondozási stílusból alakul ki, amelyik kevésbé függő. A gyermek szükségletei gyakran nem teljesülnek, és a gyermek kezdi azt hinni, hogy a szükségleteinek közlése nincs hatással a gondozóra.

### Dezorganizált kötődés
A negyedik kategóriát Ainsworth kollégája, Mary Main adta hozzá, Ainsworth pedig elfogadta ennek a módosításnak az érvényességét.
Egy gyermek talán sír az elváláskor, de elkerüli az anyát, amikor visszatér, vagy megközelíti az anyát, majd nem mozdul vagy a földre bukik. Néhányan változatlan viselkedést mutatnak, ide-oda ringatóznak vagy folyamatosan ütlegelik magukat. Main és Hesse megállapította, hogy a legtöbben az ilyen gyerekek szülei közül súlyos veszteségeket szenvedtek vagy más trauma érte őket a csecsemő születését közvetlenül megelőzően vagy azt követően, és egyre súlyosabb depresszióval reagáltak arra. Tény, hogy azoknak az anyáknak az 56%-a, akik elvesztették valamely szülőjüket, mielőtt befejezhették volna a középiskolát, következésképpen dezorganizált kötődésű gyermekeik lettek.

### Az idegen helyzet eljárás kritikája
Michael Rutter a következőképpen írja le az eljárást “A kötődés elképzelések klinikai jelentőségei” című cikkében, mely a Journal of Child Psychology and Psychiatry (36. kötet, 4. szám, 552-553. old.) folyóiratban jelent meg:

“Ez egyáltalán nem mentes a korlátoktól (lásd Lamb, Thompson, Gardener, Charnov & Estes, 1984). Először is, ez nagyon függ attól, hogy a rövid szeparációk és újraegyesülések azonos jelentéssel bírjanak minden gyermek számára. Ez jelentős korlátnak bizonyul, amikor különböző kultúrákra alkalmazzák az eljárást, mint például Japán esetében (lásd Miyake és mtsai, 1985), ahol a csecsemőket ritkán választják el anyjuktól rendes körülmények között. Továbbá, mivel az idősebb gyerekeknek van értelmi képességük, hogy fenntartsák a kapcsolatokat akkor is, amikor az idősebb személy nincs jelen, a szeparáció nem hat rájuk nagyobb stresszként. Az idegen helyzeten alapuló módosított eljárásokat idősebb, iskoláskorú gyerekekre is kidolgozták (lásd Belsky és mtsai, 1994; Greenberg és mtsai, 1990), de kétséges, hogy ugyanazt a megközelítést lehet-e használni a gyermekkor középső időszakára is. Továbbá a nyilvánvaló erősségei ellenére, az eljárás csak a 20 perc alatt lezajló viselkedésen alapul. Aligha lehet elvárni, hogy érintsék az összes tárgyhoz tartozó vonását a gyermeki kötődés kapcsolatainak. A Q-féle eljárások sokkal hosszabb természetes otthoni megfigyeléseken alapulnak, valamint anyákkal folytatott interjúkat dolgoztak ki annak érdekében, hogy kiterjesszék az adatbázist (lásd Vaughn & Waters, 1990). Egy másik megszorítás az, hogy a kódolási eljárás diszkrét kategóriákat eredményez inkább, mint folytonosan felosztott dimenziókat. Ez valószínűséggel nem csupán határ problémákhoz vezet, de az sem teljesen egyértelmű, hogy a diszkrét kategóriák a legjobban képviselik az elgondolást, amely a kötődés biztosítékának velejárója. Sokkal valószínűbbnek tűnik, hogy a csecsemők a biztonságuk mértékében különböznek és szükség van mérési rendszerekre, amelyek minősíthetik az egyedi eltéréseket.”

#### Az idegen helyzetbeli kötődés osztályozási felosztásának ökológiai érvényessége és egyetemessége
Az idegen helyzet ökológiai érvényességét figyelembe véve, egy 2000 csecsemő-szülő diád meta-analízise, beleértve több tanulmányt a nem nyugati nyelvek és/vagy kulturális alapok közül, azt találta, hogy a kötődési kategóriák globális felosztása lehet A (21%), B (65%), és C (14%). Ez a globális felosztás általános összhangban volt Ainsworth és munkatársai (1978) eredeti kötődés osztályozási felosztásával.
Azonban ellentmondás merült fel néhány kulturális különbséget illetően ezekben a “globális” kötődés osztályozási felosztások értékeléseiben. Különösen két tanulmány tért el a fent említett kötődési osztályozások globális felosztásától. Az egyik tanulmányt Észak-Németországban vezették, ahol több elkerülő (A) csecsemőt találtak, mint amennyit a globális norma feltételezne, és a másikat Szapporóban, Japánban, ahol több ellenálló (C) csecsemőt találtak. A két tanulmány közül a japán eredmények váltották ki a leghevesebb vitákat az egyéni különbségek jelentését illetően a kötődési viselkedésben, mint azt eredetileg Ainsworth és munkatársai azonosították (1978).
Egy nemrég végzett tanulmány, melyet Szapporóban Behrens és munkatársai 2007-ben vezettek, következetesnek találta a kötődési felosztásokat a globális normákkal, a kötődési osztályozásra a hatéves Main & Cassidy pontozó rendszert használva. Mindamellett, hogy ezek az eredmények támogatják a kötődési osztályozások globális felosztásait, Szapporóban Behrens és munkatársai az amae (engedékeny függőség) koncepcióját és ennek a kérdéshez tartozását is megvitatták, arra vonatkozólag, hogy az amae kulturális gyakorlásának eredménye okozta-e a japán csecsemők esetében a bizonytalan-ellenálló (C) interakciós módot.

#### Kötődés mérés: diszkrét vagy folytonos?
A kérdést illetően, hogy a csecsemő kötődésének működési sávja megragadható-e egy kategorikus osztályozási sémával, meg kell jegyezni, hogy kifejlesztették a kötődési biztosíték folytonos méréseit, melyek ténylegesen kimutattak megfelelő pszichometriai tolajdonságokat. Ezeket egyénileg vagy diszkrét kötődési osztályozásokkal is használták sok közzé tett jelentésben (lásd Richters és mtsai, 1998; Van Ijzendoom és mtsai, 1990). Richters és munkatársai (1998) eredeti skálája, hogy a biztonságos osztályozás milyen szorosan függ össze a bizonytalan osztályozással, az esetek 90%-át pontosan előrejelzi. Azon olvasók, akik tovább érdeklődnek a kategorikus, illetve folytonos kötődési osztályozások természetéről (és a témát övező vitáról), utána nézhetnek Fraley és Spieker írásának, illetve a viszontválasznak ugyanebben a témában számos kiváló kötődés kutatótól, beleértve J. Cassidy, A. Sroufe, E. Waters & T. Beauchaine, és M. Cummings írásait.

## Fordítás
- Ez a szócikk részben vagy egészben  a   Mary Ainsworth című angol Wikipédia-szócikk ezen változatának fordításán alapul.  Az eredeti cikk szerkesztőit annak laptörténete sorolja fel. Ez a jelzés csupán a megfogalmazás eredetét és a szerzői jogokat jelzi, nem szolgál a cikkben szereplő információk forrásmegjelöléseként.

## További olvasmányok
- O'Connell, A.N., & Rusoo, N.F. (1983). Models of achievement: Reflections of eminent women in psychology. New York: Columbia University Press